# Chthonius boldorii
Chthonius boldorii är en spindeldjursart som beskrevs av Beier 1934. Chthonius boldorii ingår i släktet Chthonius och familjen käkklokrypare. Inga underarter finns listade i Catalogue of Life.